# António Pedro (ator)
António Pedro de Sousa, mais conhecido por António Pedro CavSE (Lisboa, 15 de maio de 1834 – Lisboa, 23 de julho de 1889) foi um dos mais aclamados atores portugueses do século XIX.

## Biografia
Nascido António Pedro de Sousa, a 15 de maio de 1834, no número 22 da Rua de São Pedro a Alfama, freguesia de São Miguel, em Lisboa, era filho do penteeiro (fabricante ou vendedor de pentes) António Pedro de Sousa e de sua mulher, Ana Rosa da Assunção, naturais de Lisboa, sendo baptizado a 24 de junho do mesmo ano, na Igreja de São Miguel.

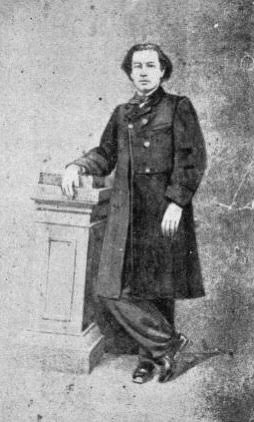
O ator António Pedro aos 20 anos (1854).

Matriculou-se na escola com 8 anos e, ficando órfão de pai aos 12, sai da escola aos 13, começando a ganhar a vida na profissão do seu pai, como aprendiz de penteeiro na oficina de José Agostinho, situada na Rua Nova do Almada. Aos 15 anos, em casa e em companhia de seus primos, dava récitas familiares num pequeno teatro por si improvisado com reposteiros e lençóis. Devido ao facto de, por cima da oficina onde era aprendiz, viverem coristas do Teatro de São Carlos por quem se enamorara, acompanhava-as todas as noites, frequentando a caixa do teatro. Aos 17 anos fez-se sócio de um teatro de amadores que existia na Calçada do Cascão, e aí se estreou na comédia Depois da meia noite, recitou a poesia A minha Pátria e participou nas comédias Primeiros amores, À porta da rua e Um ensaio geral numa casa particular.
Passou em 1854 para o Teatro da Graça, reputado teatro particular, estreando-se como galã no drama Amor maternal, fez depois de escravo no drama Afonso III e entrou nas peças Saia-Balão, Os Desafios, O Magnetismo, Manuel Mendes Inxundia, Mestre-Escola, Dois Caturras, Torcato Tasso, Nem a brincar se deve mentir, Dois Pretendentes e Primeiros Amores. Já muito afamado como amador, é convidado para fazer parte de uma companhia de José Osti, para funcionar no Teatro da Floresta, enquanto os seus admiradores instavam com o diretor do Teatro da Rua dos Condes, para escriturar António Pedro. Após dois ensaios no Condes, retira-se do teatro, receoso dos grandes públicos.
Grassava em Lisboa uma grave epidemia de febre amarela em 1857, quando António Pedro se estreia como ator profissional no Teatro do Campo Grande, a 13 de dezembro, representando nas comédias O Magnetismo, Leite de Burras, Dois Papalvos e Os Abstractos. Com a reabertura do Teatro do Salitre (depois Teatro das Variedades Dramáticas) a 1 de fevereiro de 1858, após o término da epidemia, António Pedro é escriturado neste teatro por 4800 reis mensais, tendo como ensaiador o Actor Isidoro, debutando na Lotaria do Diabo, de Francisco Palha e Joaquim Augusto de Oliveira, um espetáculo de magia no qual performa o personagem "Phebo". Faz ainda o enfermeiro da Revista de 1858 e o criado de Sizania entre o trigo, sendo-lhe oferecida escritura no Teatro Nacional D. Maria II, que recusa a conselho do Actor Isidoro, conservando-se no Variedades até 1866. Participa em inúmeras peças e obtém um sucesso estrondoso em Marquês feito à pressa, onde representa um menino mudo de escola, que lhe valia ovações extraordinárias.

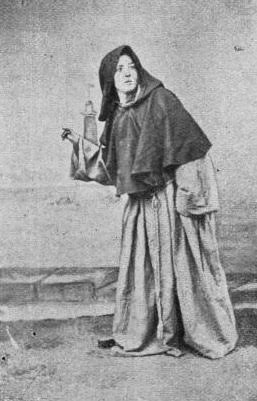
António Pedro na peça Coroa de Carlos Magno.

Após a saída de Isidoro do Variedades, passa a ganhar 3 libras por mês e segue em digressão com a companhia do teatro para Évora, regressando a Lisboa com a comédia dramática O que é o mundo. Tomada a empresa do Variedades por Pinto Bastos, é-lhe aumentado o salário para 24 mil reis mensais, estreando-se com grande êxito em Cenas da guerra de Itália, Madgiares, Cantador, Caramba! buenas mujeres!, Pêra de Satana, Vendilhões de Lisboa, Três Mosqueteiros, Dum argueiro um cavaleiro, João Baptista ou o coração d'ouro, O Beijo!, Mineiro de Cascais, Ladrões de Londres, Os Mistérios de Paris, A Pomba dos ovos d'ouro, Paródia ao Trovador, O Terramoto de Lisboa e Alto! Vareta!. Nesta época priva, a propósito do ensaio de uma peça no Variedades, com José Carlos dos Santos, que se torna um admirador dos seus talentos, dizendo-lhe para não se escriturar sem o seu conselho. Ainda no Variedades foi com Taborda e Tasso ao Porto representar as cenas cómicas Alto! Vareta! e Caramba! buenas mujeres!, sendo ali muito aplaudido.

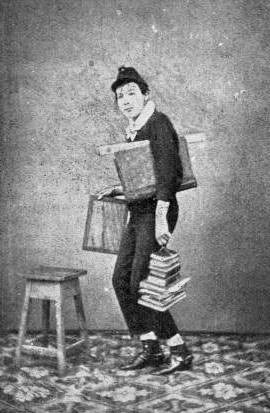
António Pedro na peça Marquês feito à pressa.

Desconhecendo-se o motivo, encontra-se preso na Cadeia do Limoeiro nos primeiros meses de 1864. Aos 29 anos, a 6 de fevereiro do mesmo ano, no oratório da enfermaria da prisão lisboeta (com registo na paróquia de Santiago), casa-se com Adelina da Purificação, de 16 anos, natural da freguesia da Encarnação, de Lisboa e filha órfã de Jerónimo António de Oliveira e de sua mulher, Maria José da Conceição, sendo testemunhas do consórcio dois presidiários, de profissão proprietários, Joaquim José da Costa Leal e Francisco Simões Alegria. Deste casamento nasceu único filho, José Pedro de Sousa, que casou em 1887 com Elisa Maria Moreira de Sá, de quem teve vários filhos: António, Susana, Ema, Margarida, Berta, Ricardo e Vasco, tendo-se divorciado na década de 1910.
Em 1867, associando-se Pinto Bastos e Santos para tomarem o Teatro do Príncipe Real, foi António Pedro escriturado com o ordenado de 36 mil reis, indo com estes empresários ao Porto, em setembro de 1868, de onde enviou, saudando o primeiro aniversário do seu filho, duas pequenas quadras. É no Príncipe Real, onde permanece até 1870, que vai conhecer a glória da sua carreira, sendo aplaudido, elogiado e admirado por toda a imprensa literária da época. Em setembro de 1870 e ainda em companhia de Santos e Pinto Bastos, passou António Pedro para o Teatro de D. Maria II, onde esteve até 1876, e aí fez sempre com grandes aplausos, entre outras peças: Marion Delorme, O Juiz, Pedro Ruivo, Louco d'Évora, O Abismo, Audiência na Sala, Cora ou a Escravatura, Pátria, Tartufo, Caridade, Duas noivas de Boisjoly, Maria Antonieta, Viscondes d'Algirão, Sabichões, Mosca branca, Dote de Maria, Rabagas, Beatriz, Condessa de Freixial, Helena, Porteiro da casa nº5, Filipa de Vilhena, Entre a flauta e a viola, Condenado, Vítimas do Folhetim, Condutor d'ombus, Duas Órfãs e O Paralítico, peça que subiu à cena pela primeira vez no D. Maria na noite de 21 de janeiro de 1874, em seu benefício, e onde ele, no principal papel conseguiu fazer uma assombrosa creação, que lhe valeu uma poesia de Tomás Ribeiro.

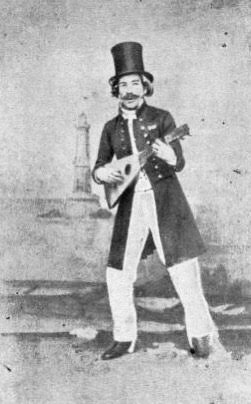
António Pedro na peça O Beijo!

A 1 de julho de 1875 realiza uma despedida com João Gil no Teatro de São Carlos, antes de partir em digressão para o Brasil, do qual tomaram parte todos os grandes artistas, contando o teatro nesse dia com uma enchente colossal e um entusiasmo indescritível. Num dos intervalos o Rei D. Luís I mandou chamar António Pedro ao camarote real, agraciando-o com o grau de Cavaleiro da Ordem de Santiago da Espada, de mérito científicio, literário e artístico. A 14 de julho era iniciado na Maçonaria, no Grande Oriente Lusitano, partindo a 22 para o Rio de Janeiro, para se juntarem ao seu sócio Guilherme da Silveira. Permaneceram no Rio apenas dois meses por estarem comprometidos com a empresa do D. Maria II para a abertura da nova época, o que não obstou a que, antes do seu regresso, fosse conferido a António Pedro o diploma da Sociedade Protetora dos Artistas Dramáticos. Consta ainda que no dia do regresso organizaram uma matinée para angariar fundos com o objetivo de libertar uma escrava e sua filha, arrecadando uma enorme receita que lhes permitiu o resgate das duas escravas.

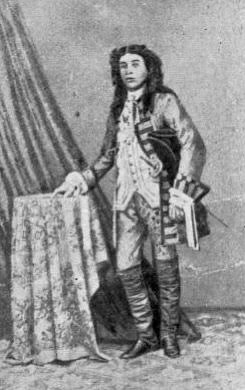
António Pedro na peça Terramoto de Lisboa.

A 18 de abril de 1876 foi, a convite da Sociedade Beneficente D. Luís I do Porto, representar obsequiosamente o drama O Paralítico, num benefício que realizou no Teatro de São João e cujo produto era destinado à criação de escolas. Em setembro do mesmo ano, parte novamente com a sua companhia para o Brasil, atuando no Rio de Janeiro e São Paulo. Quando Santos e Pinto saíram do D. Maria II para o Teatro Gymnasio, António Pedro acompanhou-os e aí fez em benefício de Amélia Vieira o drama O Saltimbanco que subiu à cena a 22 de fevereiro de 1877, deixando assombrado, pelo desempenho do papel de Fala-Só, o próprio autor da peça, António Enes.
Regressando do Porto realizaram António Pedro e Gil novo contrato com Guilherme da Silveira para uma tournée por Rio de Janeiro, Pará, Bahia, Pelotas, Rio Grande do Sul, Porto Alegre e Pernambuco, onde lhe foram prestadas as mesmas, se não mais, ruidosas manifestações de entusiasmo dos anos anteriores.
De regresso a Portugal foi António Pedro para o Teatro da Rua dos Condes ainda com a empresa Santos e Pinto Bastos, representando entre outras peças a comédia Casas, Criados e Agiotas e o drama de Sousa Bastos Ladrões de Lisboa. Agravando-se a doença do grande Santos e deixando este o teatro, voltou António Pedro com a empresa de José Joaquim Pinto para o Gymnasio, representando várias peças, destacando-se entre elas O Sargento-Mór de Vilar que subiu à cena em seu benefício a 31 de outubro de 1879 e o Bebé a 6 de fevereiro de 1880. A 4 de abril de 1880, realizou António Pedro o seu beneficio no Príncipe Real com o Incendiário da Patriarcal. Além de outros brindes foram-lhe oferecidos nesta festa artística, o seu busto em barro sobre um pedestal de mármore, pelo escultor José Pedro da Cruz Leiria, e o seu retrato a óleo bem como os de sua esposa e filho pelo pintor retratista António Novais.

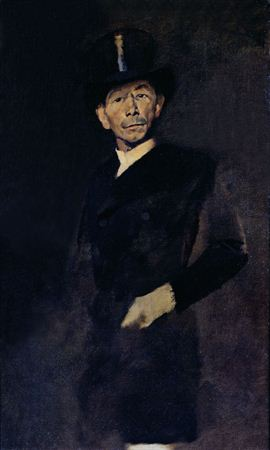
Pintura a óleo do Actor António Pedro (Columbano Bordalo Pinheiro, Museu Nacional de Arte Contemporânea do Chiado).

Escriturado ainda no Gymnasio foi com aquela companhia em maio de 1881 a Coimbra, Aveiro e Porto, onde representou até 1 de junho, data em que se realizava a despedida de António Pedro e Gil, que com a companhia por eles organizada seguiram em quarta digressão ao Brasil, em julho, passando por Maranhão e Bahia. Voltando do Brasil para o Gymnasio, representou em 1882 entre outras peças já citadas, Casamentos ricos, O dinheiro do anão, Magdalena a perfumista, Família Benojton, Bismarck em Varzim, Dinheiro do diabo, Processo Lerouge, O sr. Raynúnculo e a revista Lisboa por um óculo. Ao terminar a época deste teatro tornou ao Brazil pela quinta e última vez percorrendo Pernambuco, Bahia, Ceará e Pará, onde, no Teatro da Paz, comemorando o aniversário do Rei D. Luís, deu um espetáculo cujo produto foi enviado à Rainha D. Maria Pia para ser distribuído pelos asilos de Lisboa e Porto. Ainda naquele teatro organizou outra récita de caridade a favor da Associação Filantrópica de Emancipação de Escravos pela qual lhe foi conferido o diploma de sócio benemérito.
Regressando ao Gymnasio foi com a companhia deste teatro a Madrid em maio de 1883 e aí debutou no drama O Saltimbanco em que foi muito elogiado. Fez depois o Bebé, não agradando o seu trabalho, causando porém delirante entusiasmo numa única récita em que representou O Paralítico e após a qual partiu para Lisboa, apesar das muitas instâncias que lhe foram feitas para ficar e repetir a peça. Ainda no Príncipe Real representou António Pedro a comédia Roupa branca e o drama Quebra queixo, peça que foi primorosamente ensaiada por José Carlos dos Santos já depois de cego e muito doente. A 14 de junho de 1883 foi inaugurar o Teatro de Viseu representando ali O Paralítico, O Saltimbanco e Bebé sendo muito vitoriado.

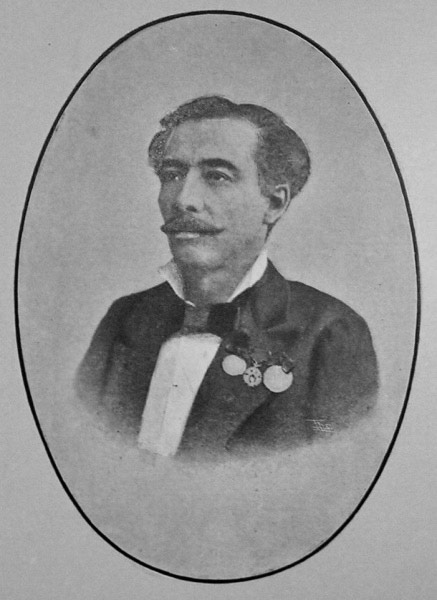
Retrato fotográfico do Actor António Pedro (Álbum teatral).

Convidado então para societário do Teatro D. Maria II, para lá entrou debutando a 5 de novembro de 1883, na comédia Vida em família e neste teatro permaneceu até 1887, representando mais nas seguintes peças: Pecados velhos, Um romance parisiense, O deputado Fuão, Aspasia, A chilena, Radiante, Dionísia, Cora, Clara Soleil, Duque de Viseu, Contas e bordão, Portugueses de 1640, Mártir, Um parisiense e Hamlet.
Em 1885, provenientes de uma lesão cardíaca de que vinha sofrendo, começaram a agravar-se asfixias e faltas de ar horrendas que o deixavam prostrado. No entanto, apesar de muito doente, António Pedro não quis deixar de prestar a devida homenagem àquele que fora seu mestre e bom amigo, o grande Santos, que se encontrava em estado de agonia — tomando parte na última matinée realizada em benefício deste, a 30 de janeiro de 1886, no São Carlos, tendo o ator falecido a 8 de fevereiro. No funeral, António Pedro colocou-lhe sobre o caixão uma coroa que recebera da sua estreia da peça O Paralítico, escrita por Santos. Como a este tempo, a doença de António Pedro se continuava a desenvolver a ponto dos mais distintos médicos declararem que seria perigoso para António Pedro continuar a trabalhar, foi então solicitada em Cortes pelo deputado Urbano de Castro, a sua reforma, que a imprensa acolheu de bom grado e defendeu calorosamente. Tendo as Cortes fechado inesperadamente, a reforma do artista não pôde ser votada neste ano e, aproveitando-se António Pedro de um período de sossego que a doença lhe deixara foi, a 7 de maio de 1886, representar num benefício a favor da Creche de São Vicente de Paula sendo-lhe nessa noite conferido o diploma de Sócio Protetor Honorário. Foi também no mesmo ano e a convite da Direção do Gymnasio Club do Porto tomar obsequiosamente parte num sarau realizado em benefício do mesmo Club e onde recitou os monólogos Enquanto o pano não sobe e Quem perdeu o que eu achei.

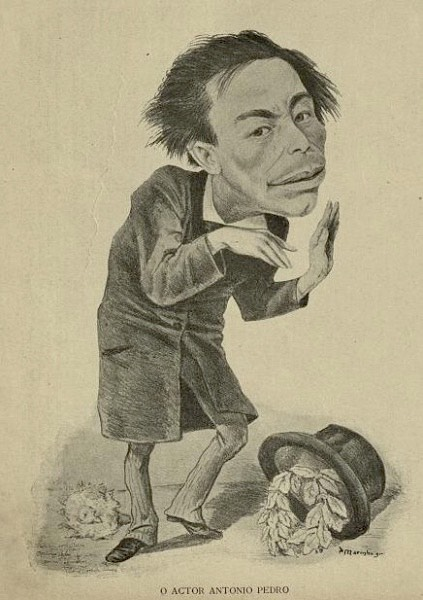
Caricatura do Actor António Pedro (Rafael Bordalo Pinheiro).

Como António Pedro se conservava ainda, a este tempo, em societário do Teatro D. Maria II ali realizou na noite de 4 de junho de 1887, o seu penúltimo benefício, em récita extraordinária, na qual tomaram parte os mais distintos atores de todos os teatros de Lisboa. Dois meses depois, a 9 de agosto, era finalmente votada por unanimidade a reforma pela Câmara Alta, convertendo-se em Lei pela Carta de 25 de agosto de 1887, publicada a 31 no Diário do Governo.
Depois da reforma, que incontestavelmente marca uma data memorável na vida do artista, fez este, ainda que muito frágil, com Taborda, Joaquim de Almeida e Júlio Vieira uma pequena digressão pela província, onde representaram diversos monólogos e cenas cómicas, ao mesmo tempo que António Pedro procurava alívio, pela mudança de ares, ao seu contínuo sofrimento. Não foi vã a sua esperança. Melhorando um pouco, tomou parte no benefício a favor da Caixa de Socorros a Estudantes Pobres, realizado no São Carlos a 20 de fevereiro de 1888, na festa a favor da Creche do Porto e no benefício do seu colega e amigo Gil, que se realizou no Teatro do Príncipe Real e onde António Pedro representou pela ultima vez O Paralítico. Solicitado então o seu concurso para tomar parte na inauguração do Teatro Avenida, ali foi com Taborda e Pinto de Campos representar na comédia De Herodes para Pilatos. Muito doente, ainda tomou parte em outro benefício do seu amigo Gil, desempenhando o papel de "judeu Valdeck" no drama O Juiz.

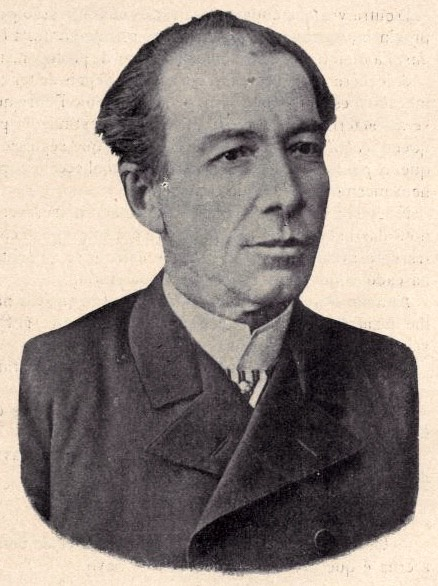
Último retrato de António Pedro.

A 7 de junho de 1889 realizava-se a última festa artística de António Pedro promovida por Gil e seus colegas de carreira, na qual apenas teve forças para desempenhar a pequena rábula de criado da comédia Inglês e Francês. No momento de aparecer em cena, o público fez-Ihe tão extraordinária ovação que ele, sensibilizado, chorava comovidíssimo. Taborda e César Polla que contracenavam nessa ocasião, ao vê-lo assim e receando que tamanha demonstração pudesse causar-lhe algum choque fatal, acercaram-se dele, ampararam-no, levando-o para fora da cena desse palco tão querido e que não mais voltaria a pisar.
Às 9 horas e meia da manhã de 23 de julho de 1889, aos 55 anos, António Pedro de Sousa falecia de um edema fulminante, na sua casa, o segundo andar do número 17 da Travessa das Salgadeiras, freguesia da Pena, em Lisboa. Foram incontáveis as homenagens e noticiamentos do seu falecimento. O cortejo fúnebre, que saiu de sua casa às 17 horas de 24 de julho, contou com centenas de coroas de flores, dedicatórias, versos, fitas, sendo acompanhado pela sua família (inclusive a sua mãe, que ainda era viva), amigos, colegas, admiradores e foi seguido pelo povo lisboeta até ao Cemitério dos Prazeres, onde o ator foi sepultado em jazigo.
Em 1908, o seu filho publica uma obra biográfica em homenagem ao pai, que intitulou O actor Antonio Pedro, julgado pela arte e pelas letras, publicado em Lisboa na Imprensa Libânio da Silva.
A 23 de julho de 1959, no 70.º aniversário da sua morte, foi inaugurado o seu busto, de bronze com pedestal em pedra, da autoria de Costa Motta, executado pela Câmara Municipal de Lisboa, no topo sul do Jardim do Campo Grande.
O seu nome faz parte da toponímia de: Amadora (freguesia da Brandoa), Lisboa (freguesia de São Jorge de Arroios, edital de 18 de dezembro de 1893), Lourinhã (freguesia da Marteleira), Mafra (freguesia da Azueira) e Oeiras (freguesia de Carnaxide).